# The Accidental Detective 2: In Action
The Accidental Detective 2: In Action es una película de comedia surcoreana de 2018, secuela de The Accidental Detective (2015). La película es dirigida por Lee Eon-hee y protagonizada por Kwon Sang-woo, Sung Dong-il y Lee Kwang-soo. Se estrenó el 13 de junio de 2018.

## Reparto
- Kwon Sang-woo como Kang Dae-hombre.
- Sung Dong-il como Noh Tae-soo.
- Lee Kwang-soo como Yeo Chi.
- Seo Young-hee Lee como Mi-ok.
- Lee Il-hwa como esposa de Noh Tae-soo.
- Nam Myung-ryul
- Son Dam-bi como Yoon Sa-hee.
- Choi Sung-won
- Choi Deok-moon como Kim Jung-hwan.
- Kim Kwang-kyu como Gwang Goo.
- Kim Dong-wook como Kwon Chul-in (actuación especial).

## Producción
El rodaje comenzó el 8 de junio de 2017, y concluyó el 11 de septiembre de 2017.